# Rybák říční
Rybák říční (Sterna aurantia) je středně velký druh rybáka z rodu Sterna, hnízdící v povodí řek jihovýchodní Asie.

## Popis
Rybák říční je typický druh rybáka, s černou čepičkou, bílou spodinou, šedým hřbetem a křídly. Má velmi dlouhý šedý ocas s bílými krajními pery. Nohy jsou oranžově červené, zobák žlutý. V prostém šatu (v zimě) má bílé čelo a přední část temene, zobák má tmavou špičku.

## Rozšíření
Hnízdí podél asijských řek od Íránu přes Indii a Barmu po Malajský poloostrov (nehojně v Thajsku).